# Charles Mingus
Charles Mingus (Nogales, Arizona, 22 de abril de 1922-Cuernavaca, México, 5 de enero de 1979) fue un contrabajista, compositor, director de big band y pianista estadounidense de jazz. También fue conocido como un activista en contra del racismo.

## Biografía

### Comienzos
Nació en una base militar del Ejército de Estados Unidos, cerca de la ciudad de Nogales (estado de Arizona). Se crio en el área de Watts, en Los Ángeles (California). Su familia era de origen sueco y afroamericano por parte de sus abuelos paternos y chino y británico por parte de sus abuelos maternos. A pesar de esto, creció en un entorno familiar estricto y discriminatorio.
Su madre falleció apenas seis meses después del parto a causa de una miocarditis crónica, quedando Mingus a cargo de una madrastra mitad amerindia y que en el hogar permitía únicamente música relacionada con la iglesia, por lo que Charles tuvo sus primeros contactos con la música en la Iglesia Holiness Church de Watts. A pesar de esto, desarrolló un prematuro afecto por el jazz, especialmente por la música de Duke Ellington.
Estudió el trombón en un principio, pero dada la incompetencia de su profesor, desvió su atención hacia el violonchelo. Un amigo suyo, conocedor de las ideas antirracistas de Mingus, le advirtió que «estaba ensayando con un instrumento más propio de blancos que de negros», lo que hizo que se dedicara al estudio del contrabajo.
Durante su adolescencia escribió un gran número de piezas musicales avanzadas, muchas de ellas en la línea de la Third Stream (una síntesis de música clásica y jazz). Algunas fueron grabadas en 1960 con el director Gunther Schuller y distribuidas como «pre-Bird» ―en referencia al saxofonista de jazz Charlie Bird Parker―. Mingus pertenece a un gran grupo de músicos cuya perspectiva de la música se vio alterada por Parker: vivieron la era antes y después de Parker.
Escuchando a Duke Ellington, descubrió que había otra música más allá de los muros de la iglesia y tomó lecciones con Red Callender (1916-1992), un magnífico contrabajista de la era del swing. En 1940 obtuvo su primer trabajo serio con el baterista de jazz Lee Young (1914-2008), hermano de Lester Young, y consiguió algunas actuaciones con el clarinetista Barney Bigard (1906-1980) y el trompetista  Louis Armstrong en 1942. Por otro lado, completó su formación teórica y práctica con el conocido contrabajista de la Orquesta Sinfónica de Nueva York Herman Rheinshagen y debutó como compositor en la orquesta de Lionel Hampton en 1947. Conoció al vibrafonista Red Norvo y ello le dio alas para dirigirse a la Gran Manzana (Nueva York), en una época en que esta era un hervidero musical de nuevas ideas.

### En Nueva York
En 1952 Mingus fue cofundador de Debut Records con Max Roach para poder llevar a cabo su carrera discográfica como quisiera. El nombre se originó de su deseo de registrar a los jóvenes músicos no grabados. A pesar de esto, la grabación más conocida que la compañía emitió fue de las figuras más prominentes en bebop. El 15 de mayo de 1953, Mingus se unió a Dizzy Gillespie, Parker, Bud Powell y Roach para un concierto en Massey Hall en Toronto, que es la última documentación grabada de Gillespie y Parker tocando juntos, considerada como el «canto del cisne» del bebop. Los dos álbumes del concierto de Massey Hall son considerados como una de las mejores grabaciones de jazz en vivo.
Asimismo, fundó un grupo de corte interracial y cooperativo, el Jazz Workshop (Taller de Jazz), cuya filosofía buscaba un compromiso creativo y original entre el bebop, el cool y la conocida como tercera corriente. Mingus abrió nuevos caminos, exigiendo constantemente que sus músicos pudieran explorar y desarrollar sus percepciones sobre el terreno. Aquellos que se unieron al Taller fueron Pepper Adams, Jaki Byard, Booker Ervin, John Handy, Jimmy Knepper, Charles McPherson y Horace Parlan. Mingus dio forma a estos músicos en una máquina cohesiva de la improvisación que en muchas maneras anticipó el free jazz. Algunos músicos llamaron al taller una "universidad" para el jazz.

### Pithecanthropus Erectusy otras grabaciones
A partir de ahí comenzó su periplo musical como líder y grabó en 1956 para el sello Atlantic Records su primera obra importante: Pithecanthropus Erectus, muy innovadora y enraizada al mismo tiempo en los compositores clásicos del siglo XX y en el blues y la música religiosa afroamericana.
Entre finales de los años cincuenta y principios de los sesenta, grabó el cuerpo de su obra discográfica más importante. Nuevas composiciones y álbumes aparecieron a un ritmo asombroso: unos treinta discos en diez años, para diferentes sellos discográficos (Atlantic, Candid, Columbia, Impulse y otros), un ritmo quizás incomparable por cualquier otro músico. Entre ellos se encuentran varias obras maestras:
The Clown (Atlantic, 1957),
New Tijuana Moods (RCA, 1957),
Mingus Ah Um (Columbia, 1959),
Blues & Roots (Atlantic, 1959),
Mingus at Antibes (Atlantic, 1960),
Charles Mingus Presents Charlie Mingus (Candid, 1960) o
The Black Saint and the Sinner Lady (Impulse!, 1963), considerado por muchos críticos su obra maestra.
Entre esos discos, aparecen pequeñas composiciones que se han convertido con el transcurrir del tiempo en grandes estándares del jazz como «Goodbye Pork Pie Hat», un homenaje a Lester Young, o «Better Get Hit In Yo' Soul».
Mingus ya había grabado alrededor de diez álbumes como líder de banda, pero 1956 fue un año de gran avance para él, con el lanzamiento de Pithecanthropus Erectus, sin duda su primer trabajo importante como director de banda y compositor. Al igual que Ellington, Mingus escribió canciones con músicos específicos en mente, y su banda para Erectus incluyó músicos arriesgados: el pianista Mal Waldron, el saxofonista alto Jackie McLean y el tenor J. R. Monterose. La canción homónima es un tema de diez minutos que representa la evolución del hombre desde sus raíces de homínido (Pithecanthropus erectus) a una caída eventual. Una sección de la obra es de improvisación libre, libre de estructura o tema.
Otro álbum de este período, The Clown (1957 también en Atlantic Records), cuyo tema principal es una narración del humorista Jean Shepherd, fue el primero en presentar al baterista Dannie Richmond, que permaneció como su baterista preferido hasta la muerte de Mingus en 1979. Los dos formaron una de las secciones rítmicas más impresionantes y versátiles del jazz. Ambos fueron ejecutantes logrados que tratan de estirar los límites de su música mientras se mantienen fiel a sus raíces. Cuando se les unió el pianista Jaki Byard, fueron apodados "Los Tres Todopoderosos".

### Mingus Ah Umy otras obras
En 1959 Mingus y sus músicos de taller de jazz grabaron uno de sus álbumes más conocidos, Mingus Ah Um. Incluso en un año de destacadas obras maestras, como Time Out de Dave Brubeck, Kind of Blue de Miles Davis, Giant Steps de John Coltrane y la obra profética de Ornette Coleman, The Shape of Jazz to Come, éste fue un gran logro con composiciones clásicas de Mingus como "Goodbye Pork Pie Hat" (una elegía a Lester Young) y la versión sin letra de "Fables of Faubus" (una protesta contra el gobernador segregacionista de Arkansas, Orval E. Faubus, que presenta secciones de doble duración).
También durante 1959, Mingus grabó el álbum Blues and Roots, aunque fue lanzado al año siguiente. Como Mingus explicó en sus notas: "Yo nací balanceándome y dando palmas en la iglesia cuando era un niño pequeño, pero desde entonces he crecido y me gusta hacer cosas que no sean simplemente swing, y el blues puede hacer algo más que simplemente swing".
Mingus fue testigo de la legendaria y controvertida actuación de 1960 de Ornette Coleman en el club de jazz Five Spot de Nueva York. Inicialmente expresó sentimientos bastante contradictorios por la innovadora música de Coleman: "... si los chicos del free pudieran tocar la misma melodía dos veces, entonces yo diría que estaban tocando algo... La mayoría de las veces usan sus dedos en el saxofón y ni siquiera saben lo que va a salir, están experimentando". Ese mismo año, sin embargo, Mingus formó un cuarteto con el batería Dannie Richmond, el trompetista Ted Curson y el multiinstrumentista Eric Dolphy. Este conjunto ofreció los mismos instrumentos que el cuarteto de Coleman y se considera a menudo como que Mingus se unía al nuevo estándar desafiante establecido por Coleman. El cuarteto registró tanto Charles Mingus presents Charles Mingus como Mingus. El primero también cuenta con la versión de "Fables of Faubus" con letra, debidamente titulado "Original Faubus Fables".
Sólo un paso en falso ocurrió en esta época: el álbum Town Hall Concert de 1962. Un programa ambicioso, estaba plagado de problemas desde su inicio. La visión de Mingus, ahora conocida como Epitaph, fue finalmente realizada por el director Gunther Schuller en un concierto en 1989, diez años después de la muerte de Mingus.

### The Black Saint and the Sinner Ladyy otros álbumes en Impulse!
En 1963 publica The Black Saint and the Sinner Lady, una obra maestra de múltiples secciones, descrita como "uno de los mayores logros en la orquestación por cualquier compositor en la historia del jazz". Se trata de una obra ambiciosa, la cual consiste en una suite dividida en seis partes interpretada por una banda de once músicos. El álbum constituye un buen reflejo de las habilidades de Charles Mingus como compositor y líder. 
Mingus también lanzó Mingus Plays Piano, un álbum en solitario con algunas piezas totalmente improvisadas, en 1963.
Además, 1963 vio el lanzamiento de Mingus Mingus Mingus Mingus Mingus, un álbum elogiado por el crítico Nat Hentoff. 
En 1964, Mingus reunió a uno de sus grupos más conocidos, un sexteto con Dannie Richmond, Jaki Byard, Eric Dolphy, el trompetista Johnny Coles y el saxofonista tenor Clifford Jordan. El grupo registró con frecuencia durante su corta existencia, pero Coles cayó enfermo y se fue durante una gira europea. Dolphy se quedó en Europa después de la gira y murió repentinamente en Berlín el 28 de junio de 1964. 1964 fue también el año en que Mingus conoció a su futura esposa, Sue Graham Ungaro. La pareja se casó en 1966 en una ceremonia auspiciada por Allen Ginsberg. Frente a dificultades financieras, Mingus fue desalojado de su casa de Nueva York ese mismo año.

### Changes
El ritmo de Mingus se desaceleró un poco a finales de los años sesenta y principios de los setenta. En 1974 formó un quinteto con Richmond, el pianista Don Pullen, el trompetista Jack Walrath y el saxofonista George Adams. Grabaron dos álbumes bien recibidos, Changes One y Changes Two. Mingus también tocó con Charles McPherson en muchos de sus grupos durante este tiempo. Cumbia and Jazz Fusion en 1976 trata de mezclar la música colombiana (la "cumbia" del título) con formas de jazz más tradicionales. En 1971, Mingus enseñó durante un semestre en la Universidad de Buffalo, la Universidad Estatal de Nueva York como profesor Slee de Música.
También en los setenta graba en trío con Duke Ellington, en cuya orquesta había tocado durante un breve período a comienzos de los cincuenta.
En 1972, siete años antes de morir, escribió su autobiografía, Beneath The Underdog (en castellano, Menos que un perro), obra que ayuda a comprender al músico y describe y critica el ambiente racista en el cual vivió.

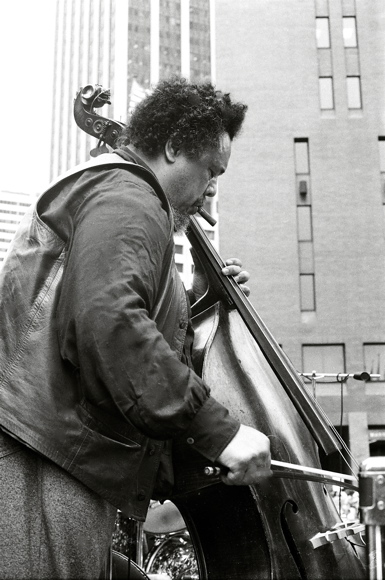
Charles Mingus toca el contrabajo con el arco, en el recital del Bicentenario de los Estados Unidos, realizado en Manhattan el 4 de julio de 1976.

### Años finales, enfermedad y muerte

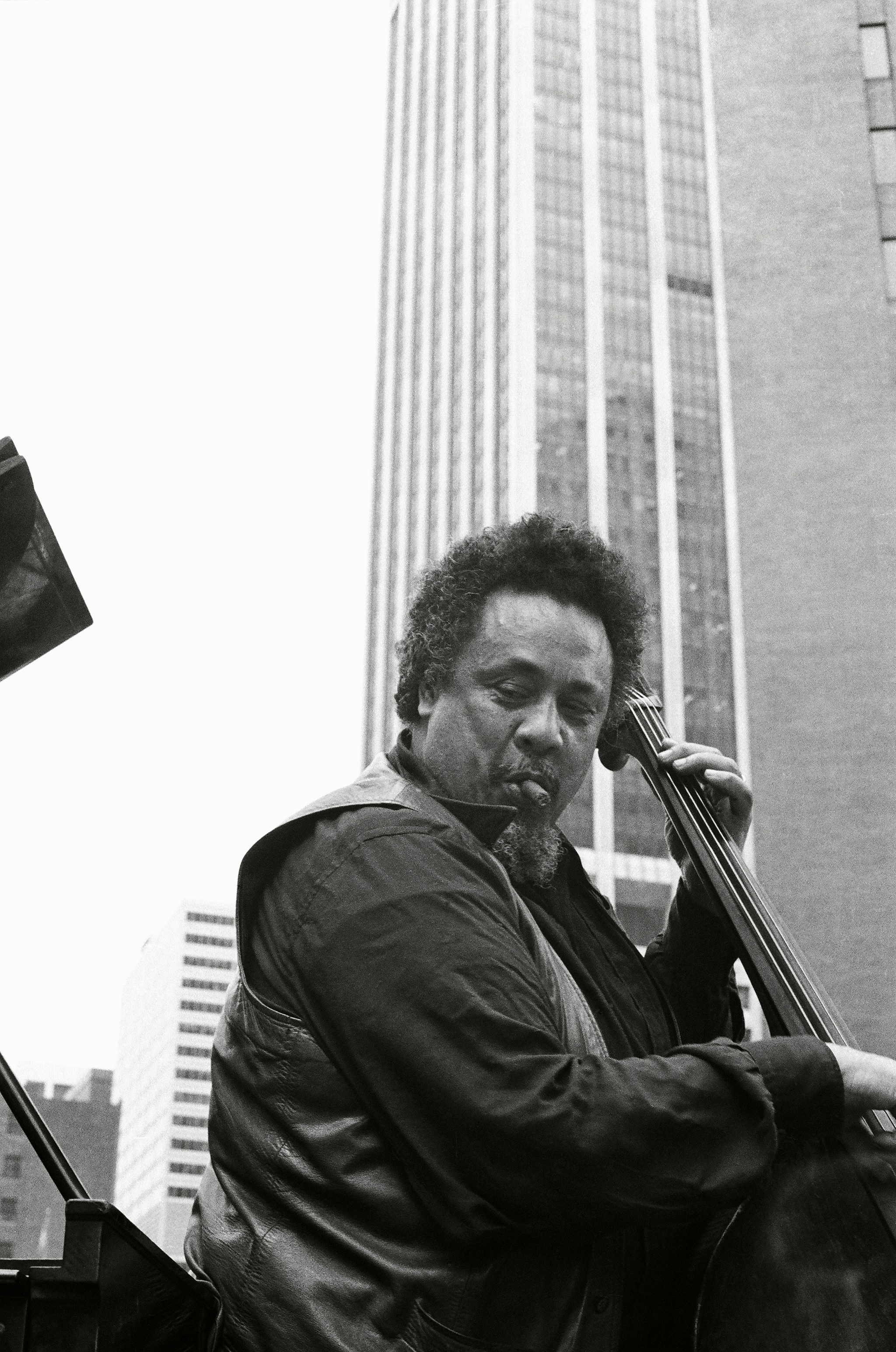
Charles Mingus en un recital del Bicentenario de los Estados Unidos, realizado en Lower Manhattan el 4 de julio de 1976.

A mediados de los años setenta, Mingus empezó a sufrir los efectos de la ELA (esclerosis lateral amiotrófica), una enfermedad degenerativa muscular que en pocos meses empezó a deteriorar su técnica interpretativa. Un par de años después ya no pudo seguir tocando el contrabajo. Continuó componiendo y supervisó varias grabaciones. En 1978 trabajó con Joni Mitchell en un álbum que finalmente se llamaría Mingus, el cual incluye varias composiciones de Charles Mingus a las que Mitchell les había agregado letra, incluyendo "Goodbye Pork Pie Hat". En el álbum intervinieron varios jóvenes músicos de talento famosos como el saxofonista Wayne Shorter, el pianista Herbie Hancock y el influyente bajista y compositor Jaco Pastorius.
A fines de 1978, Mingus se mudó a la ciudad de Cuernavaca (a 85 km al sur de la Ciudad de México), adonde viajó para recibir tratamiento alternativo (ya que no hay una cura para la ELA). Allí falleció a las pocas semanas, el 5 de enero de 1979. Fue cremado y sus cenizas se esparcieron en el río Ganges.

## Personalidad y temperamento
Mingus era respetado por su talento musical, pero a veces era temido por su temperamento ocasionalmente agresivo en el escenario, que a veces estaba dirigido a miembros de su banda y otras a la audiencia. Era físicamente grande, propenso a la obesidad (especialmente en sus últimos años) y eso lo hacía a menudo intimidante y aterrador cuando expresaba ira o descontento. Mingus era propenso a la depresión clínica. Tendía a tener breves períodos de extrema actividad creativa, mezclados con episodios bastante largos de producción muy reducida.
Cuando se enfrentó a una audiencia de un club nocturno que seguía hablando y haciendo ruido con el hielo de sus vasos mientras se presentaba, Mingus detuvo su banda y reprendió en voz alta al público, declarando que "Isaac Stern no tiene que soportar esta mierda". En otra ocasión destrozó un bajo de 20.000 dólares en respuesta a la audiencia ruidosa en el Five Spot de Nueva York.
El guitarrista y cantante Jackie Paris fue un testigo de primera mano de la irascibilidad de Mingus. Paris recuerda su tiempo en el Taller de Jazz: "Persiguió a todo el mundo fuera del estrado, excepto a [el baterista] Paul Motian y a mí... Los tres solos languidecimos en el blues durante aproximadamente una hora y media antes de que llamara a los otros músicos para que volvieran".
El 12 de octubre de 1962, Mingus golpeó a Jimmy Knepper en la boca mientras los dos estaban trabajando juntos en el apartamento de Mingus en una partitura para su próximo concierto en el Town Hall de Nueva York y Knepper se negó a asumir más trabajo. El golpe de Mingus le rompió una muela. De acuerdo con Knepper, esto arruinó su embocadura y resultó en la pérdida permanente de la octava superior de su prestación en el trombón —una desventaja significativa para cualquier trombonista profesional. Este ataque terminó temporalmente su relación de trabajo y Knepper no pudo actuar en el concierto. Acusado de agresión, Mingus compareció en el tribunal en enero de 1963 y recibió una sentencia suspendida. Knepper volvió a trabajar con Mingus en 1977 y tocó extensivamente con la Mingus Dinasty, formada después de la muerte de Mingus en 1979.
En 1966, Mingus fue desalojado de su apartamento en el n.º 5 de Great Jones Street en Nueva York por no pagar el alquiler, como explica el documental de 1968 Mingus: Charlie Mingus 1968, dirigido por Thomas Reichman. La película también presenta a Mingus actuando en clubes y en su apartamento, componiendo al piano, jugando y cuidando a su hija Caroline, y discutiendo sobre el amor, el arte, la política y la escuela de música que esperaba crear.

## Selección discográfica
- 1951 Strings and keys - Debut Records
- 1955 Mingus at the Bohemia - [live]	(Debut Records/OJC)
- 1956 Pithecanthropous erectus - Atlantic
- 1957 The Clown - Atlantic
- 1957 Mingus Three - Jubilee
- 1957 East Coasting - Affinity
- 1957 Tijuana Moods - RCA
- 1959 Jazz Portraits - Blue Note
- 1959 Mingus Ah Um - Columbia
- 1959 Mingus in Wonderland - Columbia
- 1959 Mingus Dinasty - Columbia
- 1960 Mingus at Antibes - Atlantic (Live)
- 1960 Charles Mingus Presents Charles Mingus - Candid
- 1960 Blues and Roots - Atlantic
- 1960 Mingus! - Candid
- 1961 Oh Yeah - Atlantic
- 1961 Tonight at Noon - Atlantic
- 1961 Mysterious Blues - Candid
- 1963 The Black Saint and the Sinner Lady - Impulse! (suite de danza)
- 1963 Mingus Mingus Mingus Mingus Mingus - Impulse!
- 1963 Mingus Plays Piano - Impulse!
- 1964 The Great Concert of Charles Mingus - Prestige (Live)
- 1964 Live in Europe
- 1964 Mingus in Europe Volume 1 - Enja (Live)
- 1964 Mingus in Europe Volume 2 - Enja (Live)
- 1964 Mingus at Monterey - Fantasy (Live)
- 1971 Let My Children Hear Music - Columbia
- 1972 Charles Mingus and Friends in Concert - Columbia
- 1973 Mingus Moves - Atlantic
- 1974 Mingus at Carnegie Hall - [en vivo]	(Mobile Fidelity) Archivado el 12 de mayo de 2012 en Wayback Machine.
- 1974 Changes One - Atlantic
- 1974 Changes Two - Atlantic
- 1976 Cumbia & Jazz Fusion - Atlantic
- 1977 Three of Four Shades of Blues - Atlantic
- 1979 Me, Myself an Eye - Atlantic
- 1980 Something Like A Bird - Atlantic
- 1991 Charles Mingus Sextet Live - Blue Jazz